# Técnica de liberación emocional
La Técnica de Liberación Emocional, abreviado como EFT (en inglés: Emotional Freedom Technique o EFT Tapping) es una pseudoterapia fundamentada en la acupuntura, la programación neurolingüística, la medicina energética y la terapia de campo del pensamiento. Es conocida principalmente por el Manual de EFT de Gary Craig, publicado a fines de los años 90.
La EFT no tiene ningún beneficio como terapia más allá del efecto placebo o los de cualquier técnica psicológica eficaz que pueda proporcionarse adicionalmente a esta supuesta técnica de "energía". Generalmente es considerada como pseudociencia y no ha obtenido apoyo significativo en psicología clínica. Sin embargo sus proponentes afirman que la técnica puede usarse para tratar una amplia variedad de trastornos físicos y psicológicos, y que es una forma válida de terapia simple autoadministrada.
La publicación Skeptical Inquirer describe los fundamentos de EFT como "una mezcolanza de conceptos derivados de una variedad de fuentes, [principalmente] la antigua filosofía china del qí, la cual se cree que es la 'fuerza vital' que fluye por todo el cuerpo". La existencia de esta fuerza vital nunca ha sido demostrada.

## Descripción
Durante una sesión típica de EFT, la persona se concentrará en un tema específico mientras realiza un golpeteo (tapping) en los "puntos finales de los meridianos de energía del cuerpo". Los ejercicios de tapping de la EFT combinan elementos de reestructuración cognitiva y técnicas de exposición con la estimulación de puntos de acupuntura. La técnica instruye a las personas a realizar un golpeteo sobre los "puntos finales de los meridianos del cuerpo", como la parte superior de la cabeza, las cejas, debajo de los ojos, el lado de los ojos, el mentón, la clavícula y debajo de los brazos. Mientras hacen tapping, recitan frases específicas que apuntan a un componente emocional de un síntoma físico.
De acuerdo con el manual de EFT, el procedimiento consiste en que primero el participante califique la intensidad emocional de su reacción en una "escala de unidades subjetivas de angustia" -es decir, una escala Likert para medidas subjetivas de angustia- calibrada de 0 a 10, para después mientras se repite una afirmación orientativa mientras frotar o golpetear en puntos específicos del cuerpo. Algunos médicos también incorporan movimientos oculares u otras tareas. Posteriormente, la intensidad emocional se vuelve a medir usando la escala y  el proceso se repite hasta que no se noten cambios en la intensidad emocional.

## Mecanismo de acción propuesto
Los proponentes de la EFT y otros tratamientos similares creen que tocar o estimular los puntos de acupuntura proporciona un mecanismo para lograr una mejora significativa en los problemas psicológicos. Sin embargo, la teoría y los mecanismos que subyacen a la supuesta efectividad de la EFT "no tienen respaldo probatorio en toda la historia de las ciencias de la biología, anatomía, fisiología, neurología, física o psicología". Los investigadores han descrito el modelo teórico de EFT como "francamente extraño" y "pseudocientífico".
Un artículo en el Skeptical Inquirer argumentó que no existe un mecanismo plausible para explicar cómo las especificidades de la EFT podrían aumentar su efectividad, y han sido descritos como no falsables y por lo tanto pseudocientíficos. Adicionalmente no existe ninguna evidencia de la existencia de los meridianos de la medicina tradicional china.

## Efectividad e investigación
Si bien la EFT no tiene ningún efecto útil como terapia más allá del efecto placebo, sus defensores han publicado material que afirma lo contrario. Sin embargo, su trabajo contiene fallas metodológicas y, por lo tanto, poco confiable: la investigación de alta calidad nunca ha confirmado que la EFT sea eficaz.
Una revisión de 2003 señaló que uno de los estudios de mayor calidad no encontró evidencia de que la ubicación de los puntos de tapping hiciera alguna diferencia y atribuyó los posibles efectos a mecanismos psicológicos bien conocidos, incluida la distracción y la terapia respiratoria.
Una revisión de 2009 encontró "fallas metodológicas" en estudios de investigación que habían informado "pequeños éxitos" de la EFT y la técnica de acupresión de tapas que está relacionada con ella. La revisión concluyó que los resultados positivos pueden ser "atribuibles a técnicas cognitivas y conductuales bien conocidas que se incluyen junto con la manipulación energética". Y que los psicólogos e investigadores deben tener cuidado con el uso de tales técnicas y hacer esfuerzos para informar al público sobre los efectos nocivos de las terapias que anuncian afirmaciones milagrosas ".
Estudios recientes entre 2016 y 2021, apoyados y publicados por el Centro Nacional de Información Biotecnológica del Gobierno de Estados Unidos, mostraron evidencia de eficacia significativa de la EFT en el tratamiento de la ansiedad, la depresión, el dolor, el estrés, el trastorno de estrés postraumático y los síntomas del síndrome premenstrual.

## Recepción
Una encuesta Delphi realizada a un panel de expertos en psicólogía calificó la EFT en una escala que describiendo cuán desacreditada ha sido la EFT en el campo de la psicología. En promedio, este panel encontró que la EFT tenía una puntuación de 3.8 en una escala de 1.0 a 5.0, donde 3.0 significa "posiblemente desacreditada" y 4.0 significa "probablemente desacreditada". Un libro que examina las prácticas pseudocientíficas en psicología caracterizó la EFT como una de varias "prácticas psicoterapéuticas marginales", y un manual de psiquiatría afirma que EFT tiene "todas las características de la pseudociencia".
La EFT, junto con su predecesora, la terapia holística del campo del pensamiento, han sido descartadas como válidas y se han realizado advertencias para evitar su uso en publicaciones como The Skeptic's Dictionary y Quackwatch.
Los proponentes de la EFT y otras terapias de psicología energética han estado "particularmente interesados" en buscar "credibilidad científica" a pesar de lo implausible de los mecanismos de acción propuestos para la EFT. Una revisión de 2008 realizada por el proponente de la psicología energética David Feinstein concluyó que la psicología energética era un posible "tratamiento rápido y potente para una variedad de condiciones psicológicas". Sin embargo, este trabajo de Feinstein ha sido ampliamente criticado. Una revisión de 2009 criticó la metodología de Feinstein, señalando que ignoró varios trabajos de investigación que no mostraban efectos positivos de EFT, y que Feinstein no reveló su conflicto de intereses como propietario de un sitio web que vende productos de psicología energética tales como libros y seminarios, siendo esto contrario a las prácticas correctas al publicar investigaciones. Otra revisión del mismo año criticó la conclusión de Feinstein por estar basada en una investigación de baja calidad y, en cambio, concluyó que cualquier efecto positivo de la EFT se debe a las técnicas psicológicas más tradicionales administradas al mismo tiempo que la EFT y no a cualquier supuesta manipulación de "energía" putativa. Un libro publicado sobre el tema del tratamiento del abuso de sustancias basado en la evidencia calificó la revisión de Feinstein como "incompleta y engañosa" y un claro ejemplo de una revisión de una investigaciones mal realizada.
Feinstein publicó otra revisión en 2012, concluyendo que las técnicas de psicología energética "demostraron consistentemente tamaños de efecto fuertes y otros resultados estadísticos positivos que superan con creces los atribuible al azar después de relativamente pocas sesiones de tratamiento". Esta revisión también fue criticada, donde nuevamente se señaló que Feinstein descartó y desestimó los estudios de mayor calidad que no mostraban efectos de la EFT, en favor de estudios metodológicamente más débiles que sí mostraban un efecto positivo.